# Luis Antonio Fernández de Córdoba Portocarrero
Luis Antonio Fernández de Córdoba Portocarrero (Montilla, 22 de gener de 1696 - Toledo, 26 de març de 1771) va ser un noble i religiós espanyol.
Fill del sisè marquès de Priego Antonio Fernández de Córdoba y Figueroa i de Catalina Portocarrero de Guzmán y de la Cerda, XI comtessa de Teba. Nebot, per línia materna, del cardenal Luis Manuel Fernández Portocarrero, que el va ajudar en els inicis de la seva carrera eclesiàstica. Hereu del comtat de Teba, per mort del seu germà gran, títol pel qual serà conegut durant la seva vida.
Convençut de la seva vocació religiosa. Se'l descriu com un home de gran virtut, humil i frugal, sense grans dispendis. Va exercir la caritat i va donar ajudes econòmiques als necessitats, els hospitals, malalts sense protecció, donzelles pobres, així com dels estudiants que ho necessitaven, etc. Va anar en contra també dels abusos dels àmbits eclesiàstics.
Va estudiar a Salamanca i Alcalá de Henares, obtenint un doctorat en Cànons.
El 1721, el cardenal Diego de Astorga li va atorgar la canongia de gràcia de la Catedral de Toledo. Poc després, Climent XII va fer-lo diaca de la seu metropolitana. El 18 de desembre de 1754, Benet XIV el crea cardenal.
El 4 d'agost de 1755 va ser nomenat arquebisbe de Toledo, diginitat de la qual va prendre possessió l'11 de setembre. Durant el regnat de Ferran VI va ser conseller d'Estat, monarca que el va tenir en gran consideració. En canvi, durant el regnat de Carles III va deixar aquest càrrec, per les crítiques al regalisme. Des d'ençà va dedicar-se a la gestió del seu arquebisbat; el 1768 va promulgar "Instrucción para Vicarios y Visitadores de este Arzobispado", que reformava el Consell de Governació. Tanmateix, va enfrontar-se amb el Nunci Apostòlic per defensar la jurisdicció diocesana. Finalment, va ser desterrat de Madrid per Carles III per llur disconformitat en l'expulsió dels jesuïtes.
Va morir a Toledo el 26 de març de 1771, i va ser enterrat al convent de les Caputxines de Toledo, a les quals va afavorir.